# Король футболу
Король футболу (англ. Soccer Dog: The Movie) — американська сімейна комедія.

## Сюжет
Історія пригод пса Лінкольна і його найкращого друга Клея. Повний сирота, Клей, за порадою прийомних батьків, записується в дитячу футбольну команду, але все одно відчуває себе самотнім — до знайомства з бездомним псом Лінкольном. Вони стають найкращими друзями. Лінкольн теж любить футбол і так добре грає, що одного разу тренер вирішує випустити його на поле замість травмованого гравця. Завдяки Лінкольну, команда виграє матч за матчем і виходить у фінал. Все місто — без розуму від нової зірки футболу. Але фанати Лінкольна і не підозрюють про небезпеку, яка загрожує собаці: злий собаколов збирається зловити його і зняти з нього шкуру. Врятувати Лінкольна можуть тільки Клей і його прийомний батько.

## У ролях
- Джеймс Маршалл — Олден
- Олівія д'Або — Елена
- Джеремі Фоулі — Клей
- Сем МакМюррей — тренер Шоу
- Бертон Гілліам — листоноша
- Біллі Драго — Деймон Флемінг, ловець собак
- Кайл Гібсон — Вінс
- Івен Меттью Коен — Сонні
- Брокер Вей — Бергер
- Білл Капіззі — Віто
- Кірк Бейлі — Реф